# آبی بیزانسی

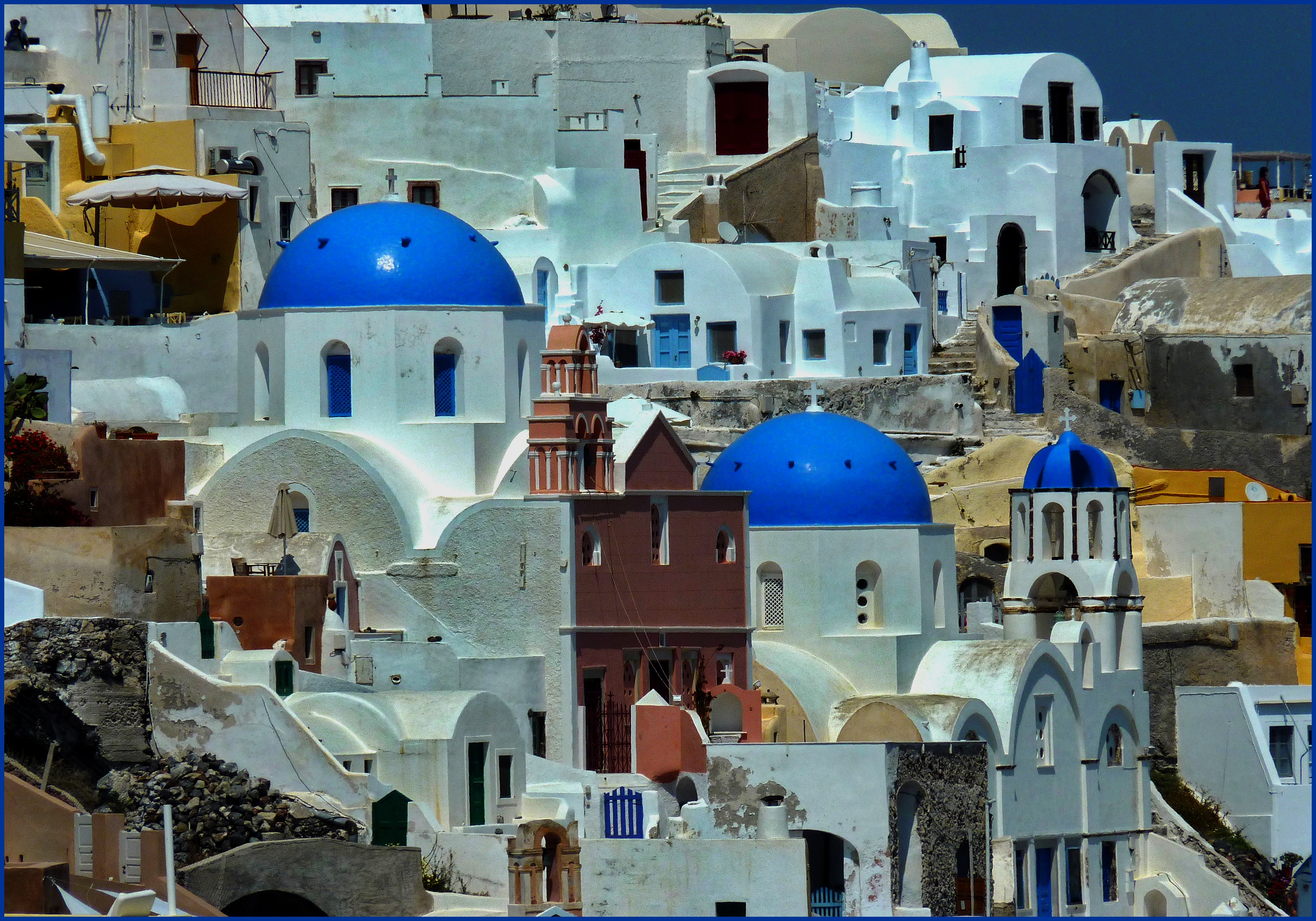
آبی یونانی، سانتورینی

آبی بیزانسی رنگی از آبی آسمانی روشن یا لازولی تا آبی مصری تیره است.
این رنگ بر روی نقاشی‌های دیواری بیزانسی ایاصوفیه، نِرزی (آبی نِرزی)، در مقدونیه یافت می‌شود.